# ウェス・ウェルカー
ウェス・ウェルカー（Wesley Carter "Wes" Welker、1981年5月1日 - ）は、アメリカ合衆国オクラホマ州オクラホマシティ出身の元アメリカンフットボール選手、コーチ。現役時代のポジションはワイドレシーバー。現在はマイアミ・ドルフィンズのワイドレシーバーコーチをしている。2012年時点ではカルビン・ジョンソン、ラリー・フィッツジェラルドなどと並んでNFLを代表するWRの1人であった。NFLドラフト指名を受けなかった選手としては非常に成功した選手であり、マイアミ・ドルフィンズ時代の3年間で獲得したオールパーパスヤードを超える成績はシカゴ・ベアーズでプレーしたゲイル・セイヤーズしかいない。
2007年にはT・J・フーシュマンザーデとタイ記録、2009年、2011年にはNFL単独トップのパスキャッチを記録している。
2007年のペイトリオッツ移籍後は5シーズン中4シーズンでチームトップのレシーブをあげている。またレシーブ獲得ヤードのチーム記録も持っている。3シーズン連続で110レシーブ以上をあげている。彼の他に3シーズン連続で100レシーブ以上あげた選手はNFL史上存在しない。ペイトリオッツに移籍後はプロボウル、オールプロのいずれか、あるいは両方に毎年選ばれている。
2012年にNFLが選んだトップ100の23位にランクされている。
身長は175cmと低いが、ルートラン、パスキャッチに優れておりショートパスのターゲットとして活躍している。

## 経歴

### プロ入りまで
少年時代はサッカーに夢中になった。高校でフットボールを始めた。当時のQBはシンガーソングライターのグラハム・コルトンで、ウェルカーとは親が親友同士であった。大柄で強肩なコルトンからウェルカーはボールをハンドオフされたり、パスをキャッチ、その他にリターナー、ディフェンスバックとしてもプレーした。
2年次には1,228ヤードを走り、62キャッチで37TD、FG10本中8本を成功、10インターセプトの成績をあげる活躍でチームは15戦全勝し、オクラホマ州の2A選手権に出場した。この試合で彼は3TD、200ヤード獲得、47ヤードのFG成功、1インターセプトをあげた。1999年には地元紙「The Daily Oklahoman」によりオールステートプレイヤーに、USAトゥデイからは州の最優秀選手に選ばれた。
2000年のオイルボウルでは40ヤードのFGを決めた。高校ではランニングバックとして80TD（ラン53、レシーブ27）、ディフェンスバックとして22インターセプト、3TD、9ファンブルリカバー、パントリターナーとして7TDをあげた。さらにキッカーとして35FGを決めてエクストラポイントを165回成功させた。高校時代に決めた最長FGは57ヤードであり、これはペイトリオッツのキッカー、スティーブン・ゴストコウスキーの最長記録を超えるものである。
高校卒業時、背が低く、俊足でもなかった彼はカレッジフットボールでプレーするには小さすぎると見られており。奨学金のオファーはほとんどなく、テキサス工科大学からようやくオファーを受け進学した。
大学では4年間で259回のレシーブで3,019ヤード、21TD、ラン79回で456ヤード、2TDをあげた。またパントリターンで1,761ヤード、NCAA記録の8TDをあげている。2003年にはスペシャルチーム最高の選手に与えられるモジー・タップ賞を受賞した。

### 2004年
2004年、ドラフトコンバインに招待されなかった彼には、ドラフト前、唯一シカゴ・ベアーズが興味を持っていた。しかしNFLドラフト当日どのチームからも指名されず、サンディエゴ・チャージャーズとドラフト外で契約、開幕ロスターに残ったが、第1週終了後の9月15日にクリントン・ハートをロースターに入れるため解雇された。後に当時のチャージャーズヘッドコーチ、マーティ・ショッテンハイマーはウェルカーをカットしたことが大きな過ちであったと認めている。
9月21日にマイアミ・ドルフィンズと契約し、主にスペシャルチームで起用された。2004年10月10日のペイトリオッツ戦では、オリンド・メアが負傷したため、キックリターン、パントリターン、エクストラポイント、フィールドゴール、キックオフを1試合で行った史上2番目の選手となった。12月20日のペイトリオッツ戦では、71ヤードのパントリターンTDを決めた。1月2日のシンシナティ・ベンガルズ戦では95ヤードのキックオフリターンTDを決めた。

### 2005年
2005年のトレーニングキャンプではクリス・チェンバース、マーティ・ブッカーに次ぐ第3のWRとされた。29レシーブ、434ヤードを記録した。TDレシーブはあげられなかった。この年パントリターンでもNFL11位の平均9.1ヤード、キックオフリターンでは平均22.6ヤードを記録した。

### 2006年
2006年のプレシーズン、チームからカットされるのではと噂になった。レギュラーシーズンが始まると最初の5試合でチームトップとなる29回のキャッチで299ヤードを獲得した。10月8日の試合では控えQBジョーイ・ハリントンから自身最多となる9回のレシーブで77ヤードを獲得したがチームは10-20で敗れた。このシーズンチーム最多の67キャッチ、687ヤード、1タッチダウンを記録した。またキックオフリターンで平均22.2ヤード、パントリターンで平均9.2ヤード、1TDをあげた。

### 2007年
2007年3月1日、制限つきフリーエージェントとなっていた彼はドラフト2巡指名選手の最低年俸である1年130万ドルのオファーを受けた。しかし彼はそのオファーにサインせず、ドラフト2巡目と7巡目指名権と引き換えにドルフィンズからペイトリオッツへトレードされ、ペイトリオッツと5年間1,810万ドル（サインボーナス900万ドルを含む）の契約を結んだ。
2004年からの3シーズンでの成績は先発3試合を含む47試合に出場、96キャッチで1,121ヤード、1TD、キックオフリターン170回で平均22.7ヤード、パントリターン170回で平均9.7ヤード、1TDであった。
ニューヨーク・ジェッツとの開幕戦で75ヤードのTDレシーブをあげた。第6週のダラス・カウボーイズ戦ではいずれも自己ベストとなる11回のキャッチで124ヤード、2TD、第7週のマイアミ・ドルフィンズ戦では9回のキャッチで138ヤード、2TDをあげた。第12週のフィラデルフィア・イーグルス戦では13回のキャッチで149ヤード獲得、第15週のニューヨーク・ジェッツ戦ではキャリア初の1,000ヤード超えを果たした。第16週のマイアミ・ドルフィンズとの再戦ではシーズン101個目のレシーブを記録してトロイ・ブラウンが2001年に作ったチーム記録に並んだ。最終週のニューヨーク・ジャイアンツ戦では11回のキャッチでチーム記録を更新、T・J・フーシュマンザーデと並ぶNFLトップの112回のキャッチで1,175ヤード獲得、8TDでシーズンを終えた。この年AP通信選出オールプロセカンドチームに選ばれたがプロボウルには選出されなかった。
プレーオフ2試合では16回のキャッチで110ヤード、2TDをあげた。第42回スーパーボウルではスーパーボウル記録タイの11回のレシーブで103ヤードを獲得したが試合は14-17で敗れた。

### 2008年
2008年、開幕週でトム・ブレイディがシーズン絶望となったが、最初の8試合で56回のキャッチ、1TDをあげた。この年彼は開幕から11試合連続で6キャッチ以上を記録、2001年にジャクソンビル・ジャガーズのジミー・スミスが作った8試合連続という記録を更新した。第12週のマイアミ・ドルフィンズ戦ではマット・キャセルから5ヤードのパスを受けた後ディフェンスを交わして64ヤードのビッグプレーを演じた。第14週のシアトル・シーホークス戦で12回のキャッチで134ヤードを獲得、2年連続で1000ヤードレシーブを達成した。最終的に2年連続で100レシーブ以上をマークした史上8人目の選手となった。
12月21日のアリゾナ・カージナルス戦でTDをあげたあと、雪の上に仰向けになるパフォーマンスを行ったため、NFLから1万ドルの罰金を課された。この年控え選手としてプロボウルに初めて選ばれるとともにオールプロセカンドチームにも選ばれた。

### 2009年
2009年、ひざの負傷により、第2週、第3週とサイドラインで過ごした。彼の代わりにジュリアン・エデルマンが先発した。第6週、10月18日のテネシー・タイタンズ戦では10回のキャッチで自己最高の150ヤード、2TDをあげた。2つ目のTDはトム・ブレイディのNFL記録となる1Qにあげた5つ目のTDであった。
第11週のニューヨーク・ジェッツ戦では自己最高の15キャッチで192ヤードを獲得、リバースプレーによるランでも11ヤードを走った。第13週のドルフィンズ戦では10回のキャッチで167ヤードを獲得、3年連続で1000ヤードレシーブを達成した。第14週のカロライナ・パンサーズ戦ではブレイディが通したパス19本中10本をキャッチ、105ヤードを獲得した。この時点で彼は11試合目でNFLトップの105キャッチを記録、ジェリー・ライス、ハーマン・ムーア、マービン・ハリソンに次ぎブランドン・マーシャルと並び史上4、5人目となる3年連続100キャッチ以上を達成した。第16週に13回のキャッチを記録、シーズン7回目の2桁レシーブとなった。これはマービン・ハリソンが持っていたNFL記録を更新するものであった（さらに彼は2試合欠場していた。）。最終週にリライアント・スタジアムで行われたヒューストン・テキサンズ戦では第1Qに相手ディフェンスを避けようとしてひざを負傷、1レシーブに終わった。彼は左ひざの内側側副靱帯（MCL）と前十字靭帯（ACL）断裂の重傷を負い、翌年1月6日、故障者リスト入りし、プレーオフは欠場、チームはボルチモア・レイブンズに敗れた。この年彼はハーマン・ムーアに並ぶNFL史上2位タイとなる123レシーブで（この年のブレイディの成功したパスの33.2%）、アンドレ・ジョンソンに次ぐNFL2位の1,348ヤードを獲得した。2年連続プロボウルに選ばれ、自身初のオールプロファーストチームに選ばれた。ひざの怪我でプロボウルは欠場、彼の代わりにチームメートのランディ・モスが出場した。

### 2010年
2010年は怪我からのリハビリのシーズンとなった。2月に手術を受けた。6月にはチーム練習にも参加したが、7月にはphysically unable to perform（PUP）リストに加えられることとなり、CBSのアナリストを務めるブーマー・アサイアソンはウェルカーがシーズン全休すると予測した。その予測に反して、開幕戦のシンシナティ・ベンガルズに出場、8キャッチで64ヤード、2TDをあげた。第9週のクリーブランド・ブラウンズ戦では負傷したスティーブン・ゴストコウスキーに代わってエクストラポイントを蹴った。
サンクスギビングデーに行われたデトロイト・ライオンズ戦では2TDをあげて45-24の勝利に貢献した。このシーズン先発11試合を含む15試合に出場、86回のキャッチで848ヤードを獲得、7TDをあげた。また負傷したアンドレ・ジョンソンの代わりにプロボウルに選ばれた。
プレーオフのニューヨーク・ジェッツ戦を前にジェッツのヘッドコーチ、レックス・ライアンに対する足フェチ発言を行い、ビル・ベリチックヘッドコーチから先発を外された。ヘッドコーチを侮辱されたジェッツの選手は奮起し、ペイトリオッツは21-28で敗れた。

### 2011年
2011年、マイアミ・ドルフィンズとの開幕戦では自陣1ヤードからのプレーで、マークしていたベニー・サップを振り切り、NFL史上12回目となる99ヤードのTDレシーブをあげた。この試合では8回のキャッチで160ヤード、2TDをあげた。
第3週のバッファロー・ビルズ戦ではトロイ・ブラウンの記録に並ぶチームタイ記録の16回のキャッチで217ヤード（テリー・グレンが1999年10月に作った214ヤードのチーム記録を更新）、2TDをあげたがチームは31-34で敗れた。この試合ではペイトリオッツの選手として出場した64試合連続で1レシーブ以上となり、ベン・コーツが1992年から1996年に作った63試合連続の記録も更新している。
第5週のジェッツ戦では5キャッチで124ヤード、エリック・スミス、ダレル・リーヴィスの2人を交わした73ヤードのTDをあげた。第14週のワシントン・レッドスキンズ戦で自身4度目のシーズン100キャッチを記録、マービン・ハリソン、ジェリー・ライスに並ぶNFLタイ記録となった。第16週のドルフィンズ戦では12回のキャッチで138ヤードを獲得する活躍を見せ、2007年にランディ・モスが作ったシーズン1,493ヤードのチーム記録を更新した。NFLトップのレシーブ数、レシーブ獲得ヤード、レシーブによるファーストダウン獲得回数をあげた。さらにTD数と平均レシーブ獲得ヤード（20回以上レシーブした選手中）で、ベスト5に入った。彼の122レシーブはNFL史上4位のものであり。1,569ヤードはカルビン・ジョンソンと並びNFL史上2位の記録であった。また9TDをあげた。
第46回スーパーボウルでは彼に投げられたパス8本中、7本をキャッチした。ただ第4Q残り4分にノーマークでのパスを落とした。このキャッチミスをトム・ブレイディの妻、ジゼル・ブンチェンに批判された。ただこのミスについてはチームメートは彼を戦犯とは見なしていない。この落球にちなんだイベントがデンバーを拠点とするオンライン質屋「Pawngo」によって行われた。同社のCEOは後日ボストンのファンを不快にさせたと謝罪している。

### 2012年
2012年シーズンオフ、長期契約を希望していたが、3月5日にフランチャイズ指定を受け、5月にサインを行っている。これにより2012年シーズンは950万ドルが保障されることとなった。
2007年以来NFLのパスレシーブ数でトップ、レシーブ獲得ヤードでベスト5に入っている。ペイトリオッツ加入後70試合目で500レシーブを達成したが、これは同一チームにおけるNFL記録となっている。ペイトリオッツでの通算レシーブ数はペイトリオッツで彼の倍以上の192試合出場しているトロイ・ブラウンにあと3回と迫っており、レシーブ獲得ヤードではブラウンとスタンリー・モーガンに次ぐチーム歴代3位となっている。

### 2013年
2013年3月13日、デンバー・ブロンコスと2年1200万ドルで契約を結んだ。9月5日のボルチモア・レイブンズとの開幕戦では2TDをあげた。第14週のテネシー・タイタンズ戦でシーズン2度目となる脳震盪を起こし、レギュラーシーズン残り試合を欠場した。

### 2014年
8月23日に行われたヒューストン・テキサンズとのプレシーズン第3戦でD・J・スウェリンガーにヒットされ、10ヶ月で3度目となる脳震盪を起こした。9月4日、NFLのドラッグポリシー違反で開幕から4試合の出場停止処分を受けた。9月12日、新しいドラッグポリシーが適用され、出場停止処分が2試合に軽減された。第3週のシアトル・シーホークス戦で6回のレシーブで60ヤードを獲得した。10月5日のアリゾナ・カージナルス戦でそれまでロッド・スミスが持っていたドラフト指名を受けなかった選手の通算レシーブ回数記録を更新した。サンフランシスコ・フォーティナイナーズ戦でシーズン初TDをあげたが、このTDは、ペイトン・マニングがブレット・ファーヴの通算TD記録に並ぶ508個目のTDとなった。

### 2015年
11月9日、セントルイス・ラムズと1年180万ドルで契約を結んだ。
このシーズン限りで現役を引退した。

### 現役引退後
2017年シーズンはヒューストン・テキサンズのオフェンスアシスタントコーチに就任した。
2019年シーズンからはサンフランシスコ・フォーティナイナーズのワイドレシーバーコーチに就任することが発表された。。
2022年からは選手としても在籍したドルフィンズのコーチに就任した。

## 記録
NFL記録
- 100キャッチ以上あげたシーズン 4回（マービン・ハリソン、ジェリー・ライスとタイ記録）
- 同一チームでの最速500キャッチ達成 70試合目（ペイトリオッツ）
- 最長TDレシーブ 99ヤード（2011年、マイアミ・ドルフィンズ戦）（他12名とタイ記録）

ドルフィンズ記録
- 通算キックオフリターン 3,756ヤード）[62]
- 通算キックオフ及びパントリターン 4,988ヤード）[62]
- シーズンオールパーパスヤード 2,208ヤード（2005年）[62]
- シーズンパントリターン 464ヤード（2004年）[62]

ペイトリオッツ記録
- シーズンレシーブ記録 123回（2009年）
- シーズンレシーブ獲得ヤード記録 1,569ヤード（2011年）
- 100レシーブ以上記録シーズン 4シーズン
- シーズン1試合あたり獲得ヤード 98.1ヤード（2011年）

## 人物
2011年末に、2005年にミス・フーターズ・インターナショナルに選ばれている女性と婚約した。

## チャリティ
2007年にチャリティ活動の基金「83 Foundation」を設立した。83は彼の背番号から来ている。2009年に同基金の名前を「Wes Welker Foundation」と改名した。